# Gregory Karotemprel
Gregory Karotemprel (ur. 6 maja 1933 w Chemmalamattam) – indyjski duchowny syromalabarski, w latach 1983-2010 biskup Rajkot.

## Życiorys
Święcenia kapłańskie przyjął 17 maja 1963. 22 stycznia 1983 został prekonizowany biskupem Rajkot. Sakrę biskupią otrzymał 24 kwietnia 1983. 16 lipca 2010 przeszedł na emeryturę.